# Шайенн (Вайоминг)
Шайе́нн (англ. Cheyenne) — город на северо-западе США, административный центр и крупнейший город штата Вайоминг. Население — 63,9 тыс. человек (2018).

## История
Город был основан на тогдашней территории Дакота 4 июля 1867 года — команда под руководством генерала Гренвилла Доджа разбила здесь лагерь строителей железной дороги для компании Union Pacific Railroad. Название новому поселению было дано в честь обитавшего здесь индейского племени шайеннов. 10 августа был избран первый мэр поселения Хайрам Хук. 13 ноября в Шайенн прибыл первый железнодорожный состав. В 1868 году из состава территории Дакота была выделена территория Вайоминг, 7 мая 1869 года в Шайенн прибыл первый губернатор Вайоминга Джон Аллен Кэмпбелл и объявил город столицей. В Шайенне начало свою работу законодательное собрание территории Вайоминг; первым важным шагом в его истории стал принятый 10 декабря 1869 года закон о предоставлении избирательного права белым женщинам — первый такой закон в США.
С 2016 по 2021 год мэром города была Мариан Орр.

## География
Согласно данным бюро статистики США, город занимает общую площадь 63,83 км², из которых 63,24 км² приходится на сушу и 0,28 км² — на водные ресурсы. Всего 0,44 % общей площади города занято водой.

### Климат
Шайенн, как и Вайоминг в целом, имеет полупустынный климат (согласно классификации климатов Кёппена — BSk). Зимы холодные и умеренно длинные, но относительно сухие, со средней температурой января −1,8 °C. Благодаря ветру Шинук, холод в городе не постоянен, а температура выше 10 °C наблюдается около 20 дней в период с декабря по февраль. Наибольшее количество снега выпадает в марте и апреле, в среднем 152 см за сезон, однако высота снежного покрова не остаётся большой надолго. Лето в Шайенне тёплое, а дневная температура воздуха достигает отметки 32 °C или выше в среднем 8 раз в году.
Среднегодовой показатель солнечного сияния составляет 2981,8 часа, с небольшими изменениями по всем месяцам от 65 % до 70 % от максимально возможного.
- Среднегодовая температура — +8,0 °C
- Среднегодовая скорость ветра — 5,3 м/с
- Среднегодовая влажность воздуха — 56 %

| Показатель                    | Янв.  | Фев.  | Март  | Апр.  | Май   | Июнь | Июль | Авг. | Сен.  | Окт.  | Нояб. | Дек.  | Год   |
| ----------------------------- | ----- | ----- | ----- | ----- | ----- | ---- | ---- | ---- | ----- | ----- | ----- | ----- | ----- |
| Абсолютный максимум, °C       | 18,8  | 21,6  | 25,0  | 28,3  | 32,7  | 37,7 | 37,7 | 36,6 | 35,0  | 29,4  | 23,8  | 20,5  | 37,7  |
| Средний суточный максимум, °C | 4,1   | 4,7   | 8,6   | 12,7  | 18,1  | 24,0 | 28,5 | 27,3 | 22,1  | 14,8  | 8,0   | 3,4   | 14,6  |
| Средняя температура, °C       | −1,7  | −1,3  | 2,1   | 6,0   | 11,3  | 16,7 | 20,7 | 19,7 | 14,5  | 7,9   | 1,8   | −2,3  | 7,9   |
| Средний суточный минимум, °C  | −7,7  | −7,4  | −4,2  | −0,6  | 4,5   | 9,3  | 13,0 | 12,2 | 7,0   | 1,0   | −4,3  | −8,1  | 1,2   |
| Абсолютный минимум, °C        | −38,8 | −36,6 | −29,4 | −22,2 | −13,3 | −3,8 | 0,5  | −3,8 | −13,3 | −20,5 | −29,4 | −33,3 | −38,8 |
| Норма осадков, мм             | 8     | 11    | 26    | 45    | 59    | 59   | 55   | 49   | 37    | 23    | 14    | 12    | 398   |
| Источник: NWS                 |       |       |       |       |       |      |      |      |       |       |       |       |       |

## Население
По состоянию на 2018 год население Шайенна насчитывало 63 957 человек.
По данным на 2010 год население города составляли:
- белые — 79,2 %
- афроамериканцы — 4,5 %
- латиноамериканцы — 12,7 %
- индейцы — 2,5 %
- азиаты — 2,1 %.

Среднегодовой доход на душу населения составляет 19 809 долларов США (данные 2000 года). Средний возраст горожан — 36,5 лет. Уровень преступности низкий.

## Экономика
Крупнейшими работодателями в городе являются, в порядке убывания, сектор государственного управления, база военно-воздушных сил и железная дорога.
Благодаря частым и сильным ветрам в Шайенне развита ветроэнергетика.
В городе также имеются небольшие предприятия по переработке сельскохозяйственной продукции, есть несколько торговых центров.

## Транспорт
Возникновение и развитие города было связано со строительством железных дорог. В городе пересекаются две линии — Юнион Пасифик и БНСФ. Железная дорога, несмотря на общее падение её значения в американских грузоперевозках, до сих пор играет важную роль в экономике Шайенна.
Шайенн является центром пересечения нескольких межштатных автомагистралей. Основные дороги, проходящие через город и его окрестности: I-25, I-80, I-180, US 30, US 85, US 87.
Город обслуживается небольшим региональным аэропортом, откуда выполняются регулярные рейсы в Денвер и Даллас.

## Города-побратимы
Городами-побратимами Шайенна являются:
- Бисмарк, Северная Дакота, США
- Ваимеа, Гавайи, США
- Ломпок, Калифорния, США
- Хаммам-Сус, Тунис
- Лурд, Франция
- Тайчжун, Китайская Республика
- Вогера, Италия
- Аккра, Гана

## Культура
В конце июля ежегодно проводится один из крупнейших в мире фестивалей родео на открытом воздухе Cheyenne Frontier Days. Фестиваль длится 10 дней и привлекает до 200 тысяч зрителей.
Основные достопримечательности города: Капитолий штата Вайоминг, городской Ботанический сад, Музей Вайоминга, Музей Фронтира и Старого Запада, особняк губернатора Вайоминга.
|  |

|  |

|  |